# حصار نافارين (1572)
كان حصار نافارين بمثابة اشتباك عسكري وقع بين أسطول العصبة المقدسة بقيادة دون خوان النمساوي الذي حاصر الحامية العثمانية في نافارين. انتهى الحصار بالفشل وانسحاب الأسطول المسيحي.

## خلفية تاريخية
قاد دون خوان أرمادا (أسطول) من 253 سفينة في 9 سبتمبر 1572، بعد أن وصل إلى مسامعه عن بناء أسطول عثماني حديثاً في نافارين، تمركز الإسبان في قلب الأرمادا بينما كانت الأساطيل الفينيسية والبابوية على كلا الجانبين، استدعى دون خوان استدعى مجلس الحرب في 18 سبتمبر، لبحث كيفية التعامل مع الأدميرال التركي، ثم تقرر بعد ذلك أن يشقوا طريقهم إلى ميثوني ومحاصرتها. هاجم الأتراك الأسطول الراسخ في سابينزا لجلب بعض الماء، لكنهم انسحبوا عند وصول التعزيزات.
وضعت الأرمادا خططاً وعدة محاولات لدخول ميناء ميثوني، لكن كل الجهود باءت بالفشل بسبب الدفاعات العثمانية القوية. وصل الأسطول إلى نافارين لمراقبة الأسطول العثماني في ميثوني، في 20 سبتمبر ، وصل حوالي 30 قادوساً عثمانياً من ميثوني لمعرفة نية أسطول العصبة، لكن ألفارو دي بازان أجبرهم على الانسحاب.

## الحصار
احتل الأتراك القلعة التي تطل على خليج نافارين وأطلقوا مدافعهم على الأرمادا في 21 سبتمبر، وأرسل دون جون 20 قادوساً إلى زاكينثوس لإنزال تعزيزات المشاة الألمان، وفي 27 سبتمبر أبحروا في خليج نافارين، ومع ذلك، كانت القناة ضيقة جداً بحيث لا يمكن دخولها ونُصبت المدافع التركية على الشاطئ، مما منعهم من الدخول.
أنزل دون خوان بإنزال 5000 جندي بقيادة ألكسندر فارنيزي على الشاطئ في 2 أكتوبر، للاستيلاء على القلعة في نافارين، خلال الليل، تسلقوا المنحدر الحاد إلى القلعة التركية، بذلت قوات العصبة عدة محاولات للاستيلاء على القلعة، وعُززت الحامية بمفارز وصلت من ميثوني، وانتهى الحصار بالفشل، مما أسفر عن مقتل 750 رجلًا. عادت قوات العصبة في 7 أكتوبر، في الذكرى الأولى لمعركة ليبانت، بعد أن علموا بقدوم تعزيزات عثمانية من 20 ألف فارس من بكلربك اليونان وأعلن دون خوان نهاية الحملة وأصيب البنادقة بالضيق.
عندما ذهبت قواديس العصبة في زيارة الأخيرة إلى ميثوني، وجدت أن عشرين قادوساً عثمانياً تطارد سفينة، وسارع المسيحيون الخطى لمواجهة القواديس العثمانية التي حاولت منعهم من العودة إلى ميثوني، وتنازل العثمانيون عن محاولتهم الاستيلاء على السفينة، ومع ذلك، أرسل أولوج علي باشا 15 قادوساً لتعزيز بقية القواديس وقصف الأسطول المسيحي، وصلت جميع القواديس العثمانية بنجاح إلى ميثوني باستثناء واحدة، والتي استولى عليها ألفارو دي بازن.
شارك ميغيل دي ثيربانتس، الكاتب الإسباني المعروف في حصار نافارين.